# John Goldicutt

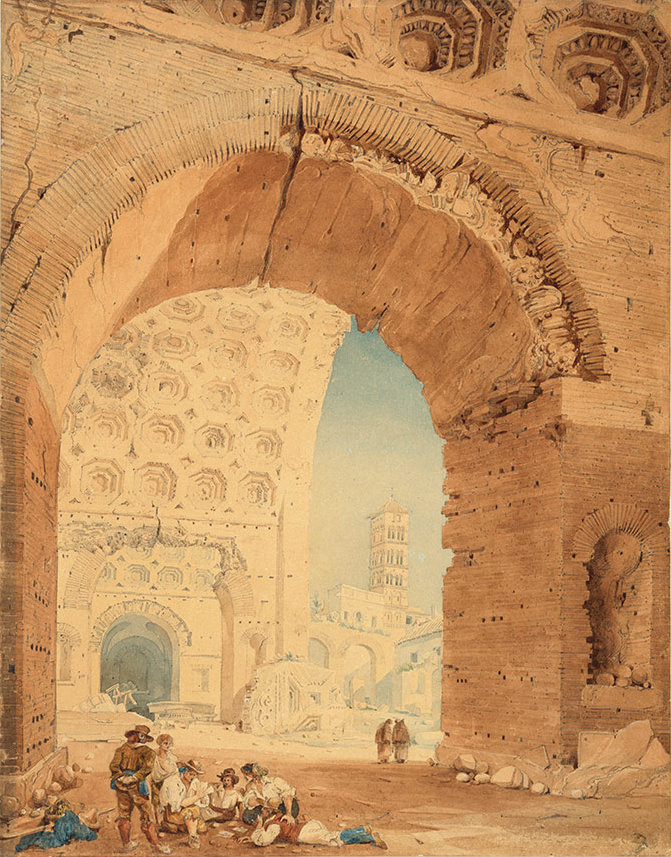
John Goldicutt, View in Rome, 1820.

John Goldicutt, född 1793, död 3 oktober 1842, var en brittisk arkitekt, mest känd för sina arkitektoniska ritningar och målningar.